# パーソンズ美術大学

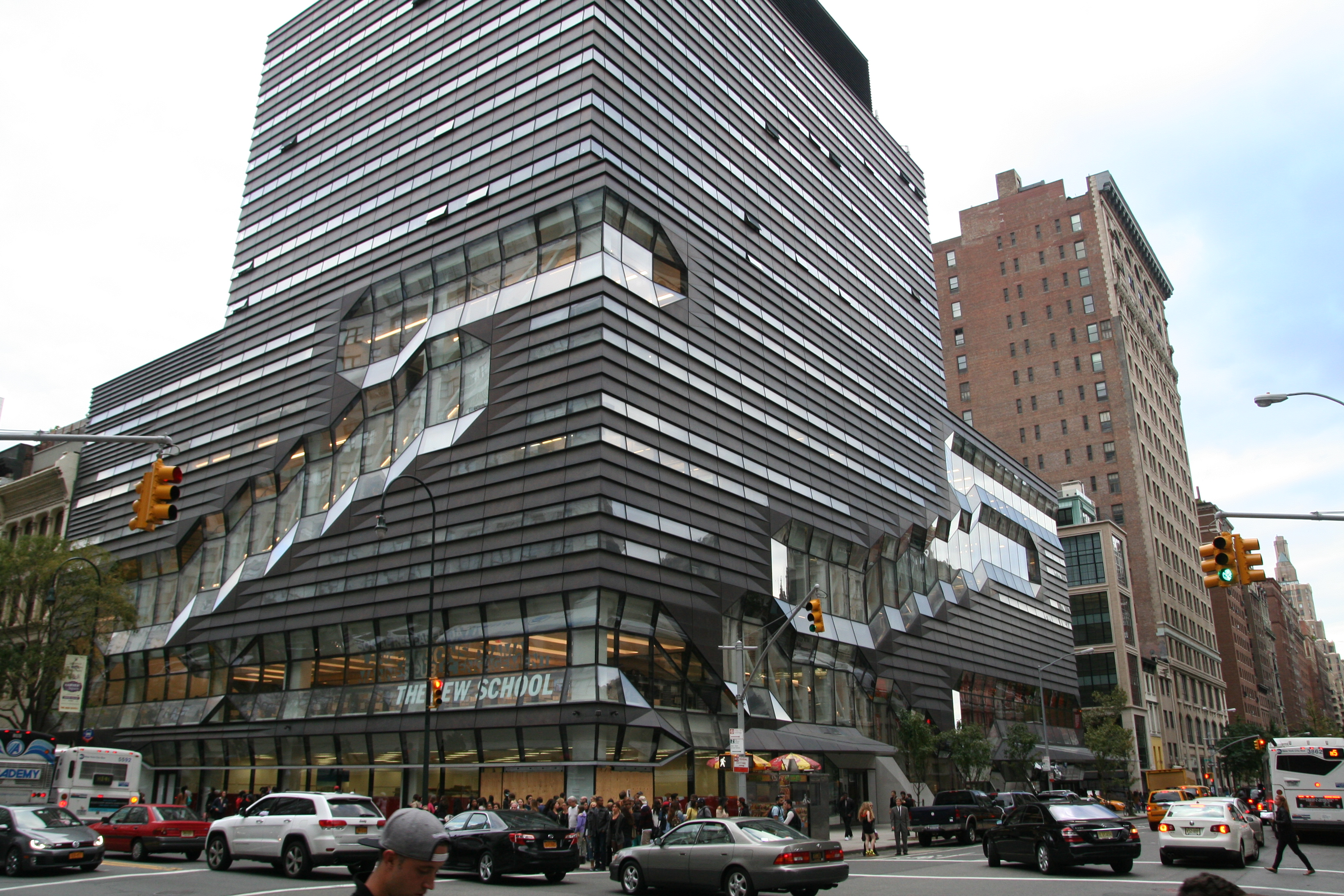
パーソンズ美術大学の親大学であるニュースクール大学の新しいユニバーシティセンタービル。現在、こちらにファッションデザイン学科が入る。

パーソンズ美術大学またはパーソンズ美術学校（Parsons School of Design）は、アメリカ合衆国ニューヨーク州ニューヨーク市にあるアートとデザインの私立専門大学である。一般にはパーソンズ（Parsons）、またはパーソンズ・スクール・オブ・デザイン（Parsons School of Design）として知られている。
マンハッタン区グリニッジ・ヴィレッジに位置する同大学は、マーク・ジェイコブス、アレキサンダー・ワン、ダナ・キャラン、トム・フォード、スティーヴン・マイゼル、アナスイ、ポール・ランド、ナルシソ・ロドリゲス、ジョエル・シュマッカー、ジャスパー・ジョーンズ、Julie Umerle, ノーマン・ロックウェルなど数多くの著名アーティストやデザイナーを輩出してきた。
パーソンズは世界中で放送されているリアリティ番組のであるプロジェクト・ランウェイの舞台となり多くの注目を浴びる。

## 概要
|                                       | 新入生 | 米人口 |
| ------------------------------------- | ------ | ------ |
| アフリカ系アメリカ人/非ヒスパニック   | 4%     | 12.4%  |
| アジア系アメリカ人/太平洋諸島系       | 18%    | 4.3%   |
| ヨーロッパ系アメリカ人/非ヒスパニック | 29%    | 74.1%  |
| ヒスパニック系アメリカ人              | 9%     | 14.7%  |
| インディアン/アラスカ人               | <1%    | 0.8%   |
| 留学生                                | 32%    | N/A    |
| 合計                                  | 93%    | 106.3% |

1896年創立。
1970年、ニュースクール大学（The New School）の傘下に入った。
イギリス・ロンドンのセントラル・セント・マーチンズ・カレッジ・オブ・アート・アンド・デザイン、ベルギー・アントワープのアントウェルペン王立芸術学院と並んで、ファッション分野で著名な世界3大スクールに数えられる。
約3,800人の大学生と400人以上の大学院生が在籍。127名の専任教授に加え、1,056名の非常勤講師が教鞭をとり、その多くがニューヨークで活躍するアーティストや各業界のプロフェッショナルである。生徒/講師の割合は、9：1である。
1992年にパーソンズとの提携により石川県金沢市にKIDI PARSONSが設立されるが、現在は募集停止している。
現在、日本のバンタンデザイン研究所（東京都）、ドミニカ共和国のLa Escuela de Disenso at Altos de Chavonと提携しており、これらの提携校はパーソンズの哲学と教育システムを導入している。バンタンデザイン研究所の運営する単位互換プログラムを日本で受講することにより、その後パーソンズにて最短1年間の留学で学位プログラム（AAS）を修了し、卒業できる。
また、イギリス、フランス、ドイツ、スウェーデン、アイスランド、オーストラリア、ウルグアイの学校と交換プログラムの関係を結んでおり、世界中から留学生を受け入れている。

## 歴史

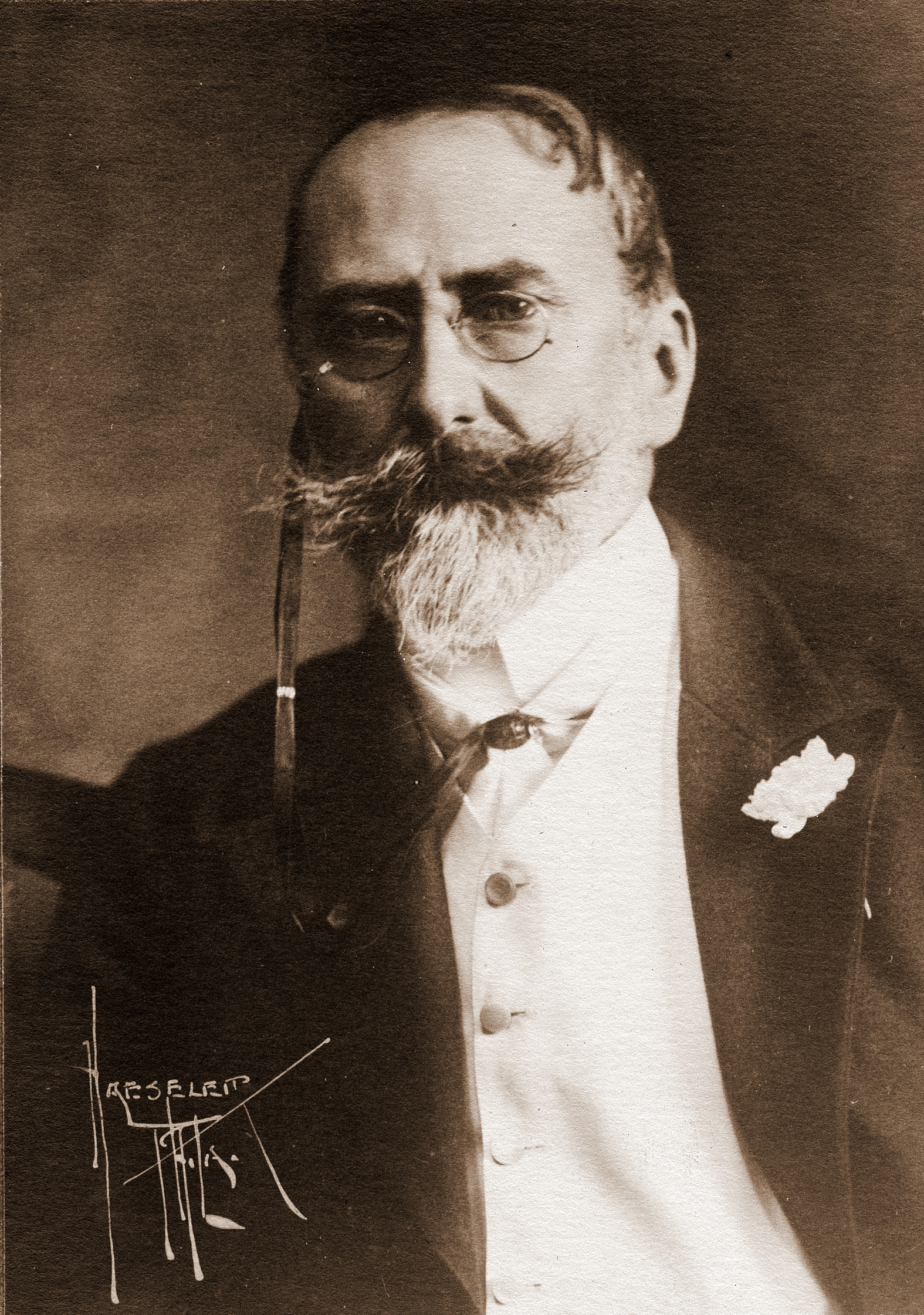
ウィリアム・メリット・チェイスの肖像（1900年）

1896年(明治29年)にアメリカの印象派画家ウィリアム・メリット・チェイスにより当初Chase Schoolという名前で創立された。当時チェイスは、アート・スチューデンツ・リーグ・オブ・ニューヨーク(130年以上の歴史がある美術学校)から離脱した更なる芸術の自由を求める革新的なアーティストのグループを率いていた。後の初期アメリカンモダニズムの若き才能のマースデン・ハートレーやエドワード・ホッパーなどもチェイスの下で学んだ。創立から2年後の1898年にChase School からNew York School of Artへと名称を変更した。
1904年、Frank Alvah Parsonsがチェイスのグループに参加、その6年後には同スクールの学長に就任する。Parsonsは、産業革命の新しい波を期待しつつ、遅かれ早かれアート&デザインはこの工業化の大きなうねりの中にのみ込まれてしまうだろうと予感していた。この彼の未来を見据えたビジョンは、アメリカで最初のファッションデザイン(1904)、インテリアデザイン(1904)、アドバタイジング(広告)、グラフィックデザインの学科プログラムを生んだ。1909年、このビジョンに呼応するようにNew York School of Fine and Applied Art(Applied Artとは直訳するとアートを応用した、つまりデザイン）と名称を変更した。1911年には唯一のディレクターに就任し、彼が亡くなる1930年まで続いた。「アートとは、限られた人、才能ある人、天才、金持ち、または、教会の為に存在するのではない」、「産業とは国民の生活であり、アートは美の表現形態であり、またインダストリアルアートとは国の芸術の礎石となる存在である」とParsonsは語っている。日用品の中に美を求めた彼の追求は、モダンデザインというコンセプトを生んだ。彼の死後、この理念に基づいた世界の産業へのアートのかかわりの新潮流を見据えたビジュアルアート教育の方向性を決めたParsonsの功績を称えて、1936年学校名をParsons School of Designと改めた。
Parsonsの「芸術の一般社会への応用」という理念を世界へ広めるため、1921年にパリに分校を設立した。
そして、現在パーソンズはヨーロッパ、アジア、ラテンアメリカなど世界中にパートナースクールを持ち、パーソンズ生の幅広い世界への進出を後押ししている。
1970年、パーソンズは先進的な考えを持った機関として良く知られたニュースクール大学(旧名The New School for Social Research)の傘下に入った。
パーソンズは、創立当初からその理論と実践のギャップを埋めるための、一般的な大学教育の枠にとらわれない教育に力を入れてきた。そして、2008年にパーソンズは5つのスクールに再編成され、今日の複雑な問題にあらゆる側面からアプローチできるようにするために、学部や学科という枠を超えたコラボレーションに取り組むようになる。この学部間を越えた教育の考えによって、教授も含め学生に現代の世界的な経済や文化の変化に対応できるような力をつける場を提供している。

## 学生生活
大学スケジュールは秋学期(Fall)と春学期(Spring)の2学期制。秋学期は8月下旬から12月中旬まであり、その後12月下旬から1月中旬まで休み。春学期は1月の第3週目から5月中旬まで(3月に1週間の休みあり)、その後秋学期が始まるまで約3ヶ月の夏休みがある。
平均的な生徒（1学期に6クラス（16〜18単位））でおよそ週20〜30時間のクラスに加えて、同時間程度の準備時間が必要。通常の出席と授業参加も重要であるが、特に課題の講評会や重要なセミナーは、事前準備とディスカッションへの参加が必須。クラスによって違いはあるが、1コマ2時間40分の授業時間で、ネイティブの学生でも最低同じ時間の予習して授業に挑むのが普通である。留学生に至っては2〜3倍の予習復習時間が必要である。
世界中から留学生を積極的に受け入れているため、英語を母国語としない入学希望者へのサポートも充実している。通常、Bachelor's DegreeとMaster's DegreeではTOEFLibt92点以上、Associate's DegreeではTOEFLibt79点以上が条件であるが、ニュースクール大学の運営するESL+DのBachelorとMasterではLevel6、AssociateではLevel5を修了すればTOEFLスコアは免除される。

## 恒例行事
Fusion Fashion Show
2000年から始まった、FIT(ファッション工科大学)とパーソンズ美術大学のファッションデザイン学科生の大学対抗ランウェイ対決。出場者は1年生か2年生に限られ、モデルもすべて学生ボランティアで実施されている。審査員は両校から“ベストデザイナー”を選出し、そして最終的には1名の最優秀デザイナーを選び勝敗を決定する。ベストデザイナーに選出されれば、賞金として奨学金を現金で獲得できる。
Parsons Fashion Benefit
パーソンズ毎年恒例のファッションベネフィット・ファッションショーとは、奨学金や大学運営のための資金集めを目的としたイベントである。このイベントのハイライトは、BFAのファッションデザイン学科首席卒業生の卒業コレクションのランウェイショーである。過去の首席卒業生には、マーク・ジェイコブス、プロエンザ スクーラーのLazaro HernandezとJack McColloughなどがいる。このイベントは、60年以上の歴史があるパーソンズ大学の伝統行事である。

## 主な学科
大学院プログラム(MFA/Master of Fine Arts, MA/Master of Artsなど）

建築、デザインスタディ、ファッションデザイン＆ソサエティ、純粋芸術、インテリアデザイン、照明デザイン、フォトグラフィー、など。
2年制大学プログラム（AAS/Associate in Applied Science）

※通常は高卒者を対象とした学位プログラムであるが、パーソンズでは4年制大学卒業者が募集対象である。年齢層が大学院と同じ為、プログラム内容もそれに合わせてMFAとBFAの中間程度の高度な内容になっている。
ファッションデザイン、ファッションマーケティング、グラフィックデザイン、インテリアデザイン。
4年制大学プログラム(BFA/Bachelor of Fine Arts, BA/Bachelor of Artsなど）

建築、コミュニケーションデザイン、ファッションデザイン、イラストレーション、プロダクトデザイン、純粋芸術、など。

## 主な卒業生・関係者

### 卒業生
Fashion Design
- ダナ・キャラン
- トム・フォード
- マーク・ジェイコブス
- アナ・スイ
- ナオ・タケコシ
- アイザック・ミズラヒ
- ナルシソ・ロドリゲス
- アレキサンダー・ワン
- デミー・リー
- ジェイソンウー
- プラバル・グルン
- リード・クラッコフ (AAS)
- デレク・ラム
- ジェナ・ライオンズ（J.Crewの社長兼クリエイティブ・ディレクター）
- サムソック・シッカモン（J.Crewの総合デザインディレクター、ジェナ・ライオンズの後任）
- マラ・ホフマン
- Chris Gelinas (AAS 2011)(CG by Chris Gelinas)
- Erin Beatty (AAS 2007)(SUNO)
- Bradford Shellhammer (AAS)(fab.com)

Fine Art
- エドワード・ホッパー
- ジャスパー・ジョーンズ
- ノーマン・ロックウェル
- Julie Umerle
- 森岡寿里

Graphic Design
- バーバラ・クルーガー
- ポール・ランド
- ミミ・ソー

Illustration
- レオとダイアン・ディロン
- スティーヴン・マイゼル

Photography
- 艾未未

英語版ウィキペディアのパーソンズ卒業生ページ
- List of Parsons The New School for Design people